# Systropus dolorosus
Systropus dolorosus är en tvåvingeart som beskrevs av Samuel Wendell Williston  1901. Systropus dolorosus ingår i släktet Systropus och familjen svävflugor. Inga underarter finns listade i Catalogue of Life.